# Еспартинас
Еспартинас (на испански: Espartinas) е населено място и община в Испания. Намира се в провинция Севиля, в състава на автономната област Андалусия. Общината влиза в състава на района (комарка) Голяма Севиля. Заема площ от 23 km². Населението му е 13 166 души (по преброяване от 2010 г.). Разстоянието до административния център на провинцията е 13 km.

## Демография
| 1996 | 1998 | 1999 | 2000 | 2001 | 2002 | 2003 | 2004 | 2005 | 2006 |
| ---- | ---- | ---- | ---- | ---- | ---- | ---- | ---- | ---- | ---- |
| 4160 | 4408 | 4749 | 5092 | 5566 | 5802 | 6546 | 7226 | 7958 | 9177 |